# Hernandia mascarenensis
Hernandia mascarenensis là một loài thực vật thuộc họ Hernandiaceae. Loài này có ở Mauritius và Réunion.